# Prima Divisione 1938-1939 (pallacanestro maschile)
La Prima Divisione di pallacanestro maschile 1938-1939 è stata la seconda edizione del campionato come terzo livello italiano e la nona edizione in assoluto con questa denominazione.
La categoria organizzata dalla Federazione Italiana Pallacanestro contava su 58 partecipanti ed è stata vinta dal Dopolavoro Aquila di Trieste, mentre a quella organizzata dalla Gioventù Italiana del Littorio erano iscritte 77 formazioni e la campionessa è stata la Gil Ascoli Piceno.

## FIP

### Qualificazioni

#### Sicilia

##### Classifica
|  | Pos. | Squadra          | Pt | G | V | P | PtF | PtS |
|  | ---- | ---------------- | -- | - | - | - | --- | --- |
|  | 1.   | G.U.F. Agrigento | 11 | 6 | 5 | 1 | 104 | 103 |
|  | 2.   | G.U.F. Palermo B | 9  | 6 | 3 | 3 | 204 | 147 |
|  | 3.   | Gil Enna         | 7  | 6 | 2 | 4 | 132 | 203 |
|  | 4.   | Gil Agrigento    | 6  | 6 | 2 | 4 | 116 | 103 |

Legenda:
      Ammessa alla finale regionale.
Regolamento:
Due punti a vittoria, uno a sconfitta.
Note:
La GIL Enna ha scontato 1 punto di penalizzazione; la Gil Agrigento ha scontato 2 punti di penalizzazione.

##### Seconda fase
| Agrigento 18 giugno 1939 | Guf Agrigento | 27 – 12 | Guf Catania |  |

| Catania 25 giugno 1939 | Guf Catania | – | Guf Agrigento |  |

 Il G.U.F. Catania si qualifica alla semifinale nazionale.

### Semifinali
| Roma 16 luglio 1939 | MATER Roma | – | Guf Catania |  |

| Catania 23 luglio 1939 | Guf Catania | 24 – 21 | MATER Roma |  |

 La MATER Roma si qualifica al girone finale.

### Finali

#### Classifica
|  | Pos. | Squadra                        | Pt | G | V | P | PtF | PtS |
|  | ---- | ------------------------------ | -- | - | - | - | --- | --- |
|  | 1.   | Dop. Aquila Trieste            | -  | - | - | - | -   | -   |
|  | 2.   | Dopolavoro Corriere della Sera | -  | - | - | - | -   | -   |
|  | .    | MATER Roma                     | -  | - | - | - | -   | -   |
|  | .    | Gil Porto San Giorgio          | -  | - | - | - | -   | -   |

Legenda:
      Promossa in Serie B.
 Ammessa in Serie B.
Regolamento:
Due punti a vittoria, uno a sconfitta.
Note:
Il Dopolavoro MATER Roma ammesso in seguito alla Serie B.

## GIL

### Qualificazioni

#### XIV Girone

##### Classifica
|  | Pos. | Squadra                | Pt | G | V | P | PtF | PtS |
|  | ---- | ---------------------- | -- | - | - | - | --- | --- |
|  | 1.   | G.I.L. Reggio Calabria | 15 | 8 | 7 | 1 | 213 | 129 |
|  | 2.   | G.I.L. Catanzaro       | 15 | 8 | 7 | 1 | 162 | 124 |
|  | 3.   | G.I.L. Siracusa        | 13 | 8 | 5 | 3 | 215 | 105 |
|  | 4.   | G.I.L. Cosenza         | 9  | 8 | 2 | 6 | 114 | 131 |
|  | 5.   | G.I.L. Ragusa          | 7  | 8 | 0 | 8 | 66  | 227 |

Legenda:
      Ammessa alla seconda fase.
Regolamento:
Due punti a vittoria, uno a sconfitta.
Note:
La GIL Cosenza e la GIL Ragusa hanno scontato 1 punto di penalizzazione.

#### XV Girone

##### Classifica
|  | Pos. | Squadra              | Pt | G | V | P | PtF | PtS |
|  | ---- | -------------------- | -- | - | - | - | --- | --- |
|  | 1.   | G.I.L. Catania       | 16 | 8 | 8 | 0 | 286 | 103 |
|  | 2.   | G.I.L. Agrigento     | 13 | 8 | 5 | 3 | 249 | 173 |
|  | 3.   | G.I.L. Caltanissetta | 11 | 8 | 3 | 5 | 117 | 257 |
|  | 4.   | G.I.L. Trapani       | 10 | 8 | 3 | 5 | 149 | 172 |
|  | 5.   | G.I.L. Enna          | 9  | 8 | 1 | 7 | 158 | 254 |

Legenda:
      Ammessa alla seconda fase.
Regolamento:
Due punti a vittoria, uno a sconfitta.
Note:
La GIL Trapani ha scontato 1 punto di penalizzazione.

### Seconda fase
| Reggio Calabria 26 marzo 1939 | Gil Reggio Calabria | 22 – 13 | Gil Catania |  |

| Catania 16 aprile 1939 | Gil Catania | 30 – 16 | Gil Reggio Calabria |  |

 La Gil Catania si qualifica ai quarti di finale.

### Quarti di finale
La Gil Bari si qualifica alla semifinale, la Gil Catania disputa la fase finale 5º/8º posto.

### Fase finale 5º/8º posto
|  | semifinali 5º/8º posto | semifinali 5º/8º posto | semifinali 5º/8º posto | semifinali 5º/8º posto | semifinali 5º/8º posto |  |  | finale 5º/6º posto | finale 5º/6º posto | finale 5º/6º posto | finale 5º/6º posto | finale 5º/6º posto |  |
|  |                        |                        |                        |                        |                        |  |  |                    |                    |                    |                    |                    |  |
|  | Gil Cagliari           | Gil Cagliari           | vince                  | 18                     | 18                     |  |  |                    |                    |                    |                    |                    |  |
|  | Gil Catania            | Gil Catania            | perde                  | 29                     | 29                     |  |  | Gil Cagliari       | Gil Cagliari       | Gil Cagliari       | Gil Cagliari       | Gil Cagliari       |  |
|  | Gil Treviso            | Gil Treviso            | Gil Treviso            | eliminato              | 0                      |  |  |                    |                    |                    |                    |                    |  |
|  |                        |                        |                        |                        | 0                      |  |  |                    |                    |                    |                    |                    |  |
|  |                        |                        |                        |                        |                        |  |  |                    |                    |                    |                    |                    |  |
|  |                        |                        |                        |                        |                        |  |  | finale 7º/8º posto |                    |                    |                    |                    |  |
|  |                        |                        |                        |                        |                        |  |  |                    |                    |                    |                    |                    |  |
|  |                        |                        |                        |                        |                        |  |  | Gil Catania        |                    |                    |                    |                    |  |
|  |                        |                        |                        |                        |                        |  |  | Gil Treviso        |                    |                    |                    |                    |  |

## Verdetti

### FIP
- Dop. Aquila Trieste promosso in Serie B.
- Dop. MATER Roma ammesso in Serie B.

### GIL
- G.I.L. Ascoli Piceno campione di Prima Divisione GIL.